# Andrònic III de Trebisonda
Andrònic Comnè III fou el desè emperador de Trebisonda, que va governar en onzè lloc durant el període 1330-1332. Va tenir un regnat breu del qual hi ha poca informació.

## Regnat
Andrònic III era el fill primogènit de l'emperador Aleix II Comnè de Trebisonda i de la seva esposa ibera Djiadjak Jaqeli de Samckhe. A la Crònica de Miquel Panàret es diu que va regnar 15 mesos, del que es dedueix que va haver un interregne de cinc mesos entre la mort del seu pare, el maig del 1330, i la seva proclamació a l'octubre.
Rustam Shukurov ha suggerit que el nom d'Andrònic i el del seu fill Manuel, van ser escollits per honorar la memòria dels seus avantpassats llunyans (Andrònic I Comnè i el fill d'aquest Manuel el sebastocràtor), ja que els retrats d'aquests dos personatges estaven a les parets de la sala principal del palau imperial.
Un dels primers actes quan Andrònic va assolir el tron va ser ordenar la mort dels seus dos germans menors: Miquel Anacoutlou i Jordi Achpougas. El seu germà gran, Basili, va aconseguir escapar a Constantinoble, on probablement el seu oncle Miquel Comnè havia anat a residir.
Les fonts documentals no ofereixen detalls que expliquin el motiu d'un regnat tan breu. Fou succeït pel seu fill, que encara era un nen.